# Brandy Aniston
Brandy Aniston (Huntington Beach, California; 19 de octubre de 1984) es una actriz pornográfica, directora, modelo erótica y cantante estadounidense.

## Biografía
Brandy Aniston nació en la ciudad costera de Huntington Beach (California), trasladándose muy pronto a Riverside County. Tiene ascendencia armenia y tailandesa. Mientras bailaba un estriptis en el Club Spearmint Rhino de Industry, California, fue preguntada por varias actrices porno que estaban en el local que la vieron bailar y la animaron por su físico y su forma de moverse de entrar en la industria del cine para adultos. La actriz porno Shy Love fue su primera agente, siendo ella quien la propuso el nombre de Brandy Aniston como nombre artístico.
Por su papel de la Bruja mala del oeste en la parodia porno de 2013 Not the Wizard of Oz XXX ganó el Premio AVN a la Mejor actriz de reparto.
Además de su faceta como actriz porno, Aniston también ha dirigido. Hizo su debut con la película pornográfica de temática BDSM Brandy Aniston is Fucked, con la que ganó también un premio AVN al Mejor lanzamiento de película BDSM en 2015.
También tiene un programa de radio llamado In With Aniston en Vivid Radio (Sirius XM 102), misma emisora donde participa como analista deportiva la exactriz porno Lisa Ann. Además de ello, posee dos líneas de ropa, BfknAniston y Queen B.
Está casada con el actor porno Barry Scott, con el que tiene un hijo. Ha rodado más de 440 películas como actriz y ha dirigido 2 películas.

## Premios y nominaciones
| Año  | Ceremonia             | Resultado | Premio                                   | Trabajo                                         |
| ---- | --------------------- | --------- | ---------------------------------------- | ----------------------------------------------- |
| 2012 | Premios AVN           | Nominada  | Mejor escena de sexo en grupo            | The Rocki Whore Picture Show: A Hardcore Parody |
| 2012 | Premios AVN           | Nominada  | Mejor escena de sexo lésbico             | Sexy                                            |
| 2012 | Premios AVN           | Nominada  | Mejor Tease Performance                  | Sexy                                            |
| 2012 | Premios XBIZ          | Nominada  | Mejor actriz de reparto                  | Addams Family: An Exquisite Films Parody        |
| 2013 | Premios AVN           | Ganadora  | Artista femenina no reconocida del año   | —                                               |
| 2013 | Premios AVN           | Nominada  | Mejor escena escandalosa de sexo         | Star Wars XXX: A Porn Parody                    |
| 2013 | Sex Awards            | Nominada  | Porn's Best Body                         | —                                               |
| 2013 | Spank Bank Awards     | Nominada  | Clam Crazed Cooze of the Year            | —                                               |
| 2013 | Premios XBIZ          | Ganadora  | Mejor escena de sexo en película parodia | Star Wars XXX: A Porn Parody                    |
| 2013 | Premios XRCO          | Nominada  | Unsung Siren of the Year                 | —                                               |
| 2014 | Premios AVN           | Ganadora  | Mejor actriz de reparto                  | Not the Wizard of Oz XXX                        |
| 2014 | Premios AVN           | Nominada  | Mejor escena de sexo anal                | New Behind the Green Door                       |
| 2014 | Nightmoves            | Nominada  | Artista femenina del año                 | —                                               |
| 2014 | Nightmoves            | Nominada  | Best Adult Film Star Feature Dancer      | —                                               |
| 2014 | Nightmoves Fan Awards | Nominada  | Mejor actriz femenina                    | —                                               |
| 2014 | Nightmoves Fan Awards | Nominada  | Best Adult Film Star Feature Dancer      | —                                               |
| 2014 | Spank Bank Awards     | Nominada  | Webcam Girl of the Year                  | —                                               |
| 2014 | Spank Bank Awards     | Nominada  | Most Beautiful Seductress                | —                                               |
| 2014 | Premios XBIZ          | Nominada  | Mejor actriz de reparto                  | Not the Wizard of Oz XXX                        |
| 2015 | Premios AVN           | Nominada  | Premio fan: Mejores pechos               | —                                               |
| 2015 | Premios AVN           | Nominada  | Premio fan: Artista más excéntrica       | —                                               |
| 2015 | Premios AVN           | Nominada  | Mejor escena de sexo chico/chica         | Brandy Aniston Is Fucked                        |
| 2016 | Spank Bank Awards     | Nominada  | Mejores piernas                          | —                                               |
| 2016 | Spank Bank Awards     | Nominada  | Best Vocals                              | —                                               |
| 2018 | Premios AVN           | Nominada  | Mejor escena de sexo lésbico en grupo    | Jessica Drake is Wicked                         |